# Desigualdade de Kunita–Watanabe
Em cálculo estocástico, a desigualdade de Kunita–Watanabe é uma generalização da desigualdade de Cauchy-Schwarz para integrais de processos estocásticos.

## Demonstração do teorema
Considere {\displaystyle M,N} martingales locais contínuos e {\displaystyle H,K} processos mensuráveis. Então:
{\displaystyle \int _{0}^{t}|H_{s}||K_{s}||\mathrm {d} \langle M,N\rangle _{s}|\leq {\sqrt {\int _{0}^{t}H_{s}^{2}\mathrm {d} \langle M\rangle _{s}}}{\sqrt {\int _{0}^{t}K_{s}^{2}\mathrm {d} \langle N\rangle _{s}}},}
em que os colchetes indicam os operadores da variação quadrática e da covariação quadrática. As integrais são entendidas no sentido de Lebesgue–Stieltjes.